# Кандијохај (Минесота)
Кандијохај (енгл. Kandiyohi) град је у америчкој савезној држави Минесота.

## Демографија
По попису из 2010. године број становника је 491, што је 64 (-11,5%) становника мање него 2000. године.
| Група             | 2000.       | 2010.       |
| Белци             | 539 (97,1%) | 443 (90,2%) |
| Афроамериканци    | 3 (0,5%)    | 0 (0,0%)    |
| Азијати           | 1 (0,2%)    | 2 (0,4%)    |
| Хиспаноамериканци | 9 (1,6%)    | 28 (5,7%)   |
| Укупно            | 555         | 491         |